# 芳賀郡

栃木県芳賀郡の範囲

- 令制国一覧 > 東山道 > 下野国 > 芳賀郡
- 日本 > 関東地方 > 栃木県 > 芳賀郡

芳賀郡（はがぐん）は、栃木県（下野国）の郡。
人口56,634人、面積396.5km²、人口密度143人/km²。（2025年2月1日、推計人口）
以下の4町を含む。
- 益子町（ましこまち）
- 茂木町（もてぎまち）
- 市貝町（いちかいまち）
- 芳賀町（はがまち）

## 郡域
上記の4町のほか、1878年（明治11年）に行政区画として発足した当時の郡域は、現在の行政区画では概ね以下の区域に相当する。
- 真岡市
- 宇都宮市（桑島町を除く鬼怒川以東）

宇都宮市桑島町にあたる区域も、後に当郡域に加わっている。

## 歴史

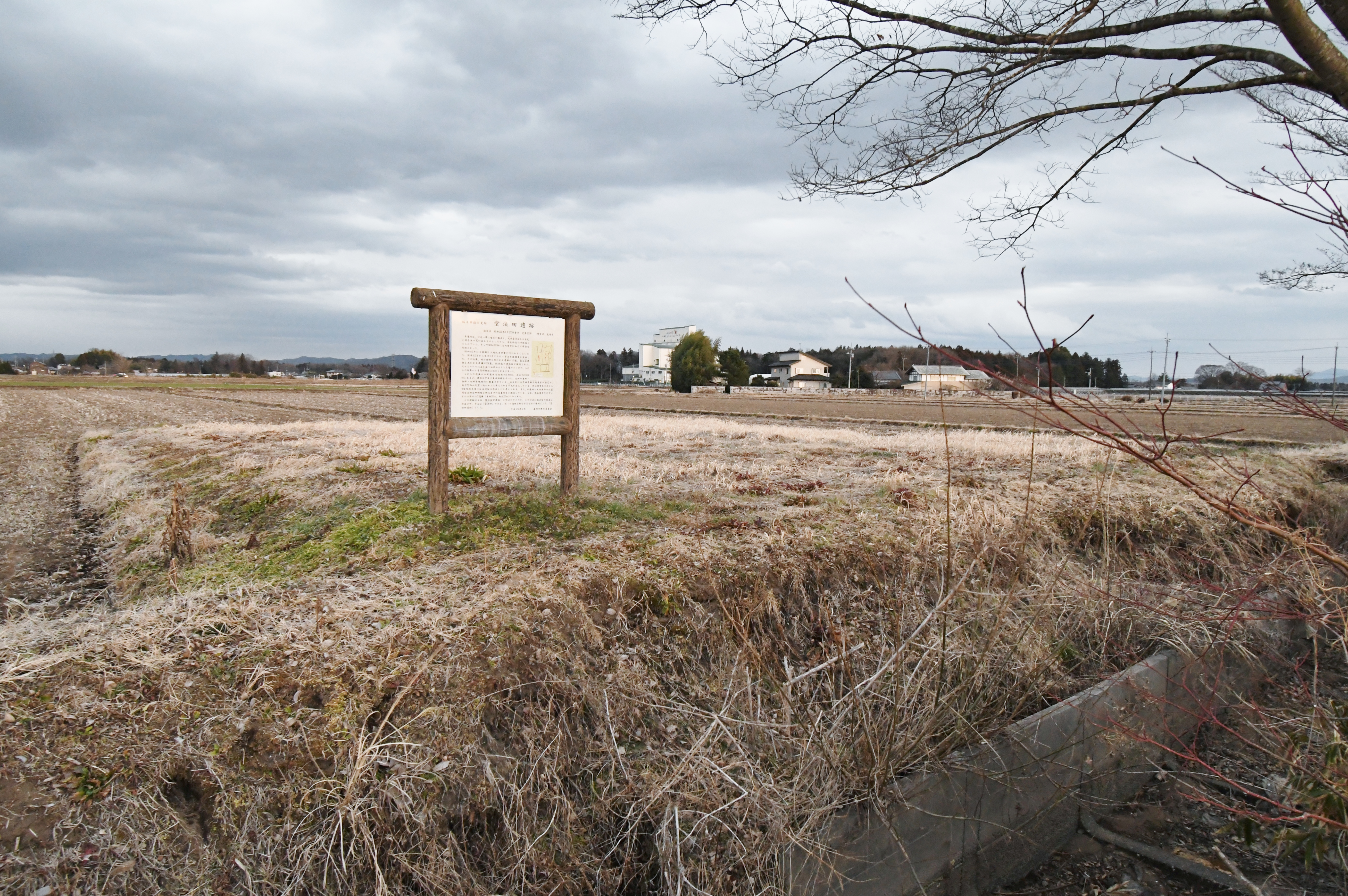
芳賀郡衙推定地の堂法田遺跡
（栃木県真岡市）

- 和名類聚抄によると、当時管内には古家（フルイヘ）、廣妹（ヒロセ）、遠妹（トヲセ）、物部（モノヘ）、芳賀（ハカ）、若續、承舎、石田（イシタ）、氏家（ウチヘ）、丈部（ハセツカヘ）、財部（タカラヘ）、川口（カハクチ）、眞壁（マカヘ）、新田（ニフタ）の14郷があった。

### 近代以前の沿革
- 「旧高旧領取調帳」に記載されている明治初年時点での支配は以下の通り。幕府領は真岡代官所が管轄。●は村内に寺社領が、○は寺社除地（領主から年貢免除の特権を与えられた土地）が存在。（2町191村）

| 知行         | 知行                                   | 村数     | 村名 |
| ------------ | -------------------------------------- | -------- | --- |
| 幕府領       | 幕府領                                 | 2町 41村 | 勝瓜村、●谷田貝町、石島村、石島村新田（石島村のうち）、伊勢崎村、●西沼村、●大島村（現真岡市東大島）、●高田村、高田反町村新田、●高岡村、青谷村、君島村、西田井鶴田村新田（西田井村、鶴田村のうち）、●東郷村、●根本村、沖杉新田、島村、八条村、●真岡町、●中郷村、●西郷村、下大田和村、堀内村、田島村、●飯貝村、京泉村、原町新田、赤羽新田、上大田和村、上鷺谷村、下鷺谷村、西高橋村、長島村（現芳賀町）、西水沼村、上籠谷村、氷室村、竹下村、与能村、大郷戸村、●山本村、東田井村、塙村、野高谷村、刈沼村、手彦子村  |
| 幕府領       | 旗本領                                 | 54村     | 鷲巣村、●太田村、●堀込村、上谷貝村、谷貝新田、大島村（現真岡市西大島）、●下大曽村、茅堤村、鹿村、沖村、●大根田村、東沼村、下村、●阿部品村、阿部岡村、水戸部村、根小屋村、西高間木村、下高間木村、道祖土村、須釜村、●西田井村、鶴田村、上高間木村、東高橋村、上根村、赤羽村、●小宅村、●市塙村、●多田羅村、小泉村、本沼村、梅ヶ内村、北益子村、飯村、小山村、笹原田村、木幡村、九石村、大畑村、所草村、黒田村、●町田村、続谷村、羽仏村、塩田村、見上村、杉山村、田野辺村、●中根村、別府村、塩之目村、給部村、秋場村 |
| 幕府領       | 一橋徳川家領                           | 3村      | 刈沼新田、道場宿村、板戸村 |
| 幕府領       | 幕府領・旗本領                         | 22村     | 砂ヶ原村、上江連村、境村、粕田村、寺分村、下大沼村、上大沼村、寺内村、若旅村、大和田村、横田村、物井村、桑野川村、三谷村、下延生村、●上山村、●中村（現益子町）、●大沢村、下大羽村、小貫村、文谷村、大谷津村 |
| 幕府領       | 旗本領・一橋徳川家領                   | 2村      | 大道泉村、柳林村 |
| 藩領         | 常陸谷田部藩                           | 26村     | ○芦沼村、●○藤縄村、○槻木村、○高岡村（現茂木町）、○天子村、○石下村、○鮎田村、○福手村、○神井村、○増井村、○三坂村、○林村、○檜山村、○青梅村、○小井戸村、●○馬門村、○河井村、○小深村、○山内村、○河又村、○牧野村、○入郷村、○後郷村、○上菅又村、○下菅又村、○坂井村 |
| 藩領         | 下野烏山藩                             | 7村      | ●下籠谷村、烏生田村、竹原村、生井村、竹内村、大谷高根沢村、○八ツ木村 |
| 藩領         | 下野黒羽藩                             | 5村      | 清水村、●益子村、●上大羽村、生田目村、上稲毛田村 |
| 藩領         | 下野大田原藩                           | 4村      | ●大平村、椎谷村、●祖母井村、上延生村 |
| 藩領         | 下総結城藩                             | 3村      | 反町村、東水沼村、前沢村 |
| 藩領         | 下野宇都宮藩                           | 2村      | ●中村（現真岡市）、小林村 |
| 藩領         | 下野吹上藩                             | 1村      | 打越新田村 |
| 藩領         | 宇都宮藩・烏山藩                       | 1村      | 大瀬村 |
| 幕府領・藩領 | 幕府領・烏山藩                         | 2村      | 亀山村、鐺山村 |
| 幕府領・藩領 | 幕府領・結城藩                         | 1村      | 大沼村 |
| 幕府領・藩領 | 旗本領・結城藩                         | 3村      | 長島村（現真岡市）、八木岡村、長堤村 |
| 幕府領・藩領 | 旗本領・吹上藩                         | 2村      | 青田村、上大曽村 |
| 幕府領・藩領 | 旗本領・吹上藩・結城藩                 | 2村      | 古山村、程島村 |
| 幕府領・藩領 | 旗本領・茂木藩                         | 1村      | ○飯野村 |
| 幕府領・藩領 | 旗本領・烏山藩・大田原藩・吹上藩       | 1村      | 芳志戸村 |
| 幕府領・藩領 | 旗本領・黒羽藩・大田原藩・下野喜連川藩 | 1村      | ●七井村 |
| 幕府領・藩領 | 幕府領・旗本領・烏山藩                 | 2村      | 長田村、●○刈生田村 |
| 幕府領・藩領 | 幕府領・旗本領・結城藩                 | 1村      | 加倉村 |
| 幕府領・藩領 | 幕府領・旗本領・黒羽藩                 | 1村      | ●深沢村 |
| 幕府領・藩領 | 幕府領・旗本領・大田原藩               | 1村      | ●稲毛田村 |
| 幕府領・藩領 | 一橋徳川家領・喜連川藩                 | 1村      | 下高根沢村 |
| その他       | 寺社領                                 | 1村      | 小橋村 |

- 慶応4年
  - 5月24日（1868年7月13日） - 一橋徳川家が立藩して一橋藩となる。
  - 6月4日（1868年7月23日） - 佐賀藩士の鍋島道太郎が真岡知県事に就任。幕府領・旗本領を管轄。
- 明治初年 - 高田反町村新田が高田村に編入。（2町190村）
- 明治2年
  - 2月15日（1869年3月27日） - 真岡知県事が日光県に改称。
  - 12月26日（1870年1月27日） - 一橋藩が廃藩となり、領地を日光県に編入（時期は不明）。
- 明治3年7月17日（1870年8月13日） - 喜連川藩が廃藩となり、領地を日光県に編入。
- 明治4年
  - 2月8日（1871年3月28日） - 谷田部藩が藩庁を移転して茂木藩となる。
  - 7月14日（1871年8月29日） - 廃藩置県により藩領が茂木県、烏山県、黒羽県、大田原県、結城県、宇都宮県、吹上県の管轄となる。
  - 11月14日（1871年12月25日） - 第1次府県統合により全域が宇都宮県の管轄となる。
- 1873年（明治6年）6月15日 - 宇都宮県が栃木県に合併。
- 1874年（明治7年） - 沖杉新田が小林村に、別府村が田野辺村に、大谷高根沢村が下高根沢村に、手彦子村・秋場村が芳志戸村にそれぞれ編入。（2町185村）
- 1875年（明治8年）（3町182村）
  - 藤縄村・槻木村が合併して茂木町となる。
  - 北益子村が益子村に編入。
  - 中根村が千本村に改称。
- 1876年（明治9年） - 塩之目村が上延生村に編入。（3町181村）
- 1878年（明治11年）11月8日 - 郡区町村編制法の栃木県での施行により、行政区画としての芳賀郡が発足。真岡町に郡役所を設置。
- 1879年（明治12年） - 2ヶ所ずつ存在した中村、長島村、大島村、高岡村が、それぞれ南中村（現真岡市）、北中村（現益子町）、南長島村（現真岡市）、北長島村（現芳賀町）、東大島村（現真岡市東大島）、西大島村（現真岡市西大島）、南高岡村（現真岡市）、北高岡村（現茂木町）に改称。

### 町村制以降の沿革

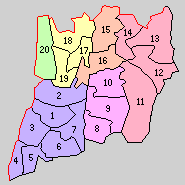
1.真岡町 2.大内村 3.中村 4長沼村 5.久下田町 6.物部村 7.山前村 8.田野村 9.益子村 10.七井村 11.逆川村 12.茂木町 13.中川村 14.須藤村 15.小貝村 16.市羽村 17.祖母井村 18.南高根沢村 19.水橋村 20.清原村 （紫：真岡市 緑：宇都宮市 桃：益子町 赤：茂木町 橙：市貝町 黄：芳賀町）

- 1889年（明治22年）4月1日 - 町村制の施行により、以下の町村が発足。（3町17村）
  - 真岡町 ← 真岡荒町、真岡田町、真岡台町、真岡熊倉町、西郷村、東郷村、中郷村、亀山村、上高間木村、西高間木村、下高間木村（現真岡市）
  - 大内村 ← 飯貝村、京泉村、堀内村、上大田和村、下大田和村、原町新田、田島村、赤羽新田、上鷺谷村、下鷺谷村、下籠谷村、清水村（現真岡市）
  - 中村 ← 南中村、若旅村、寺内村、伊勢崎村、茅堤村、小橋村、粕田村、寺分村、上大沼村、下大沼村、大沼村、加倉村、長田村、柳林村、八木岡村、勝瓜村（現真岡市）
  - 長沼村 ← 堀込村、太田村、大道泉村、西大島村、上江連村、鷲巣村、古山村、青田村、砂ヶ原村、上谷貝村、谷貝新田、上大曽村（現真岡市）
  - 久下田町 ← 谷田貝町、南長島村、程島村、境村、下大曽村、石島村、大根田村、阿部品村（現真岡市）
  - 物部村 ← 物井村、横田村、高田村、根小屋村、反町村、三谷村、水戸部村、沖村、鹿村、下村、桑野川村、大和田村、阿部岡村（現真岡市）
  - 山前村 ← 小林村、南高岡村、島村、東大島村、須釜村、道祖土村、君島村、青谷村、八条村、西田井村、鶴田村、東沼村、西沼村、根本村（現真岡市）
  - 田野村 ← 長堤村、小泉村、梅ヶ内村、本沼村、山本村、前沢村、大郷戸村、上山村、東田井村（現益子町）
  - 益子村 ← 益子村、生田目村、上大羽村、下大羽村、塙村（現益子町）
  - 七井村 ← 七井村、大沢村、小宅村、蘆沼村、北中村、大平村（現益子町）
  - 逆川村 ← 小山村、小貫村、深沢村、飯村、木幡村、北高岡村、福手村、天子村（現茂木町）
  - 茂木町 ← 茂木町、神井村、小井戸村、鮎田村、林村、三坂村、増井村、青梅村、檜山村（現茂木町）
  - 中川村 ← 河井村、後郷村、山内村、小深村、河又村、牧野村、入郷村、飯野村、馬門村（現茂木町）
  - 須藤村 ← 千本村、上菅又村、下菅又村、町田村、坂井村、黒田村、生井村、大瀬村、大畑村、烏生田村、九石村、所草村、竹原村（現茂木町）
  - 小貝村 ← 続谷村、田野辺村、文谷村、椎谷村、刈生田村、羽仏村、竹内村、塩田村、杉山村、大谷津村、見上村（現市貝町）
  - 市羽村 ← 市塙村、上根村、赤羽村、多田羅村、石下村、笹原田村（現市貝町）
  - 祖母井村 ← 祖母井村、稲毛田村、上延生村、下延生村、与能村（現芳賀町）
  - 南高根沢村 ← 芳志戸村、下高根沢村、八ッ木村、給部村、上稲毛田村（現芳賀町）
  - 水橋村 ← 西水沼村、東水沼村、北長島村、打越新田、西高橋村、東高橋村（現芳賀町）
  - 清原村 ← 道場宿村、刈沼村、刈沼新田、野高谷村、板戸村、竹下村、鐺山村、上籠谷村、氷室村（現宇都宮市）
- 1894年（明治27年）3月1日 - 益子村が町制施行して益子町となる。（4町16村）
- 1897年（明治30年）7月1日 - 郡制を施行。
- 1923年（大正12年）4月1日 - 郡会が廃止。郡役所は存続。
- 1926年（大正15年）7月1日 - 郡役所が廃止。以降は地域区分名称となる。
- 1928年（昭和3年）11月1日 - 祖母井村が町制施行して祖母井町となる。（5町15村）
- 1949年（昭和24年）4月1日 - 清原村が河内郡瑞穂野村の一部（大字桑島新田の一部）を編入。
- 1954年（昭和29年）
  - 3月31日（5町10村）
    - 真岡町・大内村・中村・山前村が合併し、改めて真岡町が発足。
    - 祖母井町・南高根沢村・水橋村が合併して芳賀町が発足。

  - 5月3日（5町7村）
    - 久下田町・長沼村・物部村が合併して二宮町が発足。
    - 市羽村・小貝村が合併して市貝村が発足。

  - 6月1日 - 益子町・田野村・七井村が合併し、改めて益子町が発足。（5町5村）
  - 8月1日 - 茂木町・逆川村・中川村・須藤村が合併し、改めて茂木町が発足。（5町2村）
  - 8月10日 - 清原村が宇都宮市に編入。（5町1村）
  - 10月1日 - 真岡町が市制施行して真岡市となり、郡より離脱。（4町1村）
- 1972年（昭和47年）1月1日 - 市貝村が町制施行して市貝町となる。（5町）
- 2009年（平成21年）3月23日 - 二宮町が真岡市に編入。（4町）

### 変遷表
| 明治22年4月1日        | 明治22年 - 昭和25年         | 昭和26年 - 昭和29年            | 昭和26年 - 昭和29年            | 昭和30年 - 昭和63年 | 平成1年 - 現在               | 現在     |
| --------------------- | --------------------------- | ------------------------------ | ------------------------------ | ------------------- | ---------------------------- | -------- |
| 真岡町                | 真岡町                      | 昭和29年3月31日 真岡町         | 昭和29年10月1日 市制           | 真岡市              | 真岡市                       | 真岡市   |
| 大内村                | 大内村                      | 昭和29年3月31日 真岡町         | 昭和29年10月1日 市制           | 真岡市              | 真岡市                       | 真岡市   |
| 中村                  | 中村                        | 昭和29年3月31日 真岡町         | 昭和29年10月1日 市制           | 真岡市              | 真岡市                       | 真岡市   |
| 山前村                | 山前村                      | 昭和29年3月31日 真岡町         | 昭和29年10月1日 市制           | 真岡市              | 真岡市                       | 真岡市   |
| 久下田町              | 久下田町                    | 昭和29年3月31日 二宮町         | 昭和29年3月31日 二宮町         | 二宮町              | 平成21年3月23日 真岡市に編入 | 真岡市   |
| 長沼村                | 長沼村                      | 昭和29年3月31日 二宮町         | 昭和29年3月31日 二宮町         | 二宮町              | 平成21年3月23日 真岡市に編入 | 真岡市   |
| 物部村                | 物部村                      | 昭和29年3月31日 二宮町         | 昭和29年3月31日 二宮町         | 二宮町              | 平成21年3月23日 真岡市に編入 | 真岡市   |
| 益子村                | 明治27年3月1日 町制         | 昭和29年6月1日 益子町          | 昭和29年6月1日 益子町          | 益子町              | 益子町                       | 益子町   |
| 田野村                | 田野村                      | 昭和29年6月1日 益子町          | 昭和29年6月1日 益子町          | 益子町              | 益子町                       | 益子町   |
| 七井村                | 七井村                      | 昭和29年6月1日 益子町          | 昭和29年6月1日 益子町          | 益子町              | 益子町                       | 益子町   |
| 茂木町                | 茂木町                      | 昭和29年8月1日 茂木町          | 昭和29年8月1日 茂木町          | 茂木町              | 茂木町                       | 茂木町   |
| 逆川村                | 逆川村                      | 昭和29年8月1日 茂木町          | 昭和29年8月1日 茂木町          | 茂木町              | 茂木町                       | 茂木町   |
| 中川村                | 中川村                      | 昭和29年8月1日 茂木町          | 昭和29年8月1日 茂木町          | 茂木町              | 茂木町                       | 茂木町   |
| 須藤村                | 須藤村                      | 昭和29年8月1日 茂木町          | 昭和29年8月1日 茂木町          | 茂木町              | 茂木町                       | 茂木町   |
| 市羽村                | 市羽村                      | 昭和29年5月3日 市貝村          | 昭和29年5月3日 市貝村          | 昭和47年1月1日 町制 | 市貝町                       | 市貝町   |
| 小貝村                | 小貝村                      | 昭和29年5月3日 市貝村          | 昭和29年5月3日 市貝村          | 昭和47年1月1日 町制 | 市貝町                       | 市貝町   |
| 祖母井村              | 昭和3年11月1日 町制         | 昭和29年3月31日 芳賀町         | 昭和29年3月31日 芳賀町         | 芳賀町              | 芳賀町                       | 芳賀町   |
| 南高根沢村            | 南高根沢村                  | 昭和29年3月31日 芳賀町         | 昭和29年3月31日 芳賀町         | 芳賀町              | 芳賀町                       | 芳賀町   |
| 水橋村                | 水橋村                      | 昭和29年3月31日 芳賀町         | 昭和29年3月31日 芳賀町         | 芳賀町              | 芳賀町                       | 芳賀町   |
| 清原村                | 清原村                      | 昭和29年8月10日 宇都宮市に編入 | 昭和29年8月10日 宇都宮市に編入 | 宇都宮市            | 宇都宮市                     | 宇都宮市 |
| 河内郡 瑞穂野村の一部 | 昭和24年4月1日 清原村に編入 | 昭和29年8月10日 宇都宮市に編入 | 昭和29年8月10日 宇都宮市に編入 | 宇都宮市            | 宇都宮市                     | 宇都宮市 |

## 行政
歴代郡長
| 代 | 氏名 | 就任年月日                | 退任年月日                | 備考                   |
| -- | ---- | ------------------------- | ------------------------- | ---------------------- |
| 1  |      | 明治11年（1878年）11月8日 |                           |                        |
|    |      |                           | 大正15年（1926年）6月30日 | 郡役所廃止により、廃官 |